# 비잔틴 판본형
비잔틴 판본형(Byzantine text-type)은 신약성경 본문 비평에서 주요 판본형 중 하나이다. 이는 그리스어 신약성경의 현존하는 사본 중 가장 많은 수에서 발견되는 형태이다. 동방 정교회의 신약성경 본문, 총대주교 본문, 성구집에서 활용되는 본문은 이 판본형을 기반으로 한다. 마찬가지로, 비잔틴 본문과 종종 일치하는 아람어 페시타는 시리아 정교회와 칼데아 교회를 포함한 시리아 전통의 표준 번역본으로 사용된다. 적어도 1,830개 위치에 걸쳐 다양하지만, 이는 또한 대부분의 종교 개혁 시대(개신교) 신약 성서를 모국어로 번역하는 데 사용된 공인본문(Textus Receptus) 그리스어 본문의 기초가 된다(비잔틴 판본형에서 벗어난 일부 읽기가 포함되어 있음에도 불구하고). 현대 번역(1900년 이후)은 대부분의 학자들이 가장 정확한 판본형으로 간주하는 알렉산드리아 판본형을 더 자주 따르는 절충적 버전을 사용하지만, 비잔틴 판본형을 사용하는 일부 현대 번역도 만들어졌다.
비잔틴 본문은 몇몇 현대 동방 정교회 판에서도 발견되는데, 이는 비잔틴 본문 전통이 현재까지 동방 정교회에서 계속되고 있기 때문이다. 정교회에서 사용하는 본문은 후기의 작은 사본에 의해 뒷받침된다. 이는 일반적으로 표준 비잔틴 판본으로 받아들여진다. 또한 여전히 비잔틴 본문을 선호하고 헬라어 신약성서의 비잔틴 비평판을 제작한 로빈슨(Robinson)과 호지스(Hodges)와 같은 일부 본문 비평가들도 있다. 이 견해는 존 버건(John Burgon)이 옹호한 것으로 유명하다.

## 같이 보기
- 알렉산드리아 판본형
- 공인본문
- 노붐 테스타멘툼 그라이케
- 본문 비평